# Diptychocarpus
Diptychocarpus là chi thực vật có hoa trong họ Cải.